# Nippon Professional Baseball 2020
La stagione 2020 della Nippon Professional Baseball (NPB) è iniziata il 19 giugno, in ritardo di quasi tre mesi a causa degli effetti della pandemia di COVID-19, ed è terminata il 25 novembre 2020.
La pandemia di COVID-19 ha inoltre comportato una diminuzione del numero di partite della regular season, da 143 a 120. Come risultato dell'accorciamento del calendario, anche la postseason è stata modificata: la Central League ha eliminato eccezionalmente le Climax Series mandando direttamente alle Japan Series la squadra prima in classifica, mentre la Pacific League, per stabilire la sua squadra che avrebbe disputato le Japan Series, ha organizzato un turno unico al meglio delle cinque partite tra le sue prime due classificate.
Oltre a ciò, all'inizio della stagione non erano ammessi spettatori sugli spalti, tuttavia dal 10 luglio in poi è stato ammesso un numero limitato di persone, poi innalzato a 20.000 spettatori o al 50% della capienza a partire dal 19 settembre.
Le Japan Series sono state vinte per l'undicesima volta nella loro storia dai Fukuoka SoftBank Hawks, che si sono imposti sugli Yomiuri Giants per 4 partite a 0.

## Regular season

### Central League
| Squadra                | Partite | Vittorie | Sconfitte | Pareggi | Perc. | GB   |
| ---------------------- | ------- | -------- | --------- | ------- | ----- | ---- |
| Yomiuri Giants         | 120     | 67       | 45        | 8       | .598  | —    |
| Hanshin Tigers         | 120     | 60       | 53        | 7       | .531  | 7.5  |
| Chunichi Dragons       | 120     | 60       | 55        | 5       | .522  | 8.5  |
| Yokohama DeNA BayStars | 120     | 56       | 58        | 6       | .491  | 12.0 |
| Hiroshima Toyo Carp    | 120     | 52       | 56        | 12      | .481  | 13.0 |
| Tokyo Yakult Swallows  | 120     | 41       | 69        | 10      | .373  | 25.0 |

### Pacific League
| Squadra                      | Partite | Vittorie | Sconfitte | Pareggi | Perc. | GB   |
| ---------------------------- | ------- | -------- | --------- | ------- | ----- | ---- |
| Fukuoka SoftBank Hawks       | 120     | 73       | 42        | 5       | .635  | —    |
| Chiba Lotte Marines          | 120     | 60       | 57        | 3       | .513  | 14.0 |
| Saitama Seibu Lions          | 120     | 58       | 58        | 4       | .500  | 15.5 |
| Tohoku Rakuten Golden Eagles | 120     | 55       | 57        | 8       | .491  | 16.5 |
| Hokkaido Nippon-Ham Fighters | 120     | 53       | 62        | 5       | .461  | 20.0 |
| Orix Buffaloes               | 120     | 45       | 68        | 7       | .398  | 27.0 |

|  | 1º della Central League e qualificato alle Japan Series      |
|  | Qualificati al turno unico dei play-off della Pacific League |

## Post season
|  | Climax Series Pacific League | Climax Series Pacific League | Climax Series Pacific League |                        |    | Japan Series   | Japan Series | Japan Series |  |
|  |                              |                              |                              |                        |    |                |              |              |  |
|  | P1                           | Fukuoka SoftBank Hawks       | 3                            |                        |    |                |              |              |  |
|  | P1                           | Fukuoka SoftBank Hawks       | 3                            |                        |    |                |              |              |  |
|  | P2                           | Chiba Lotte Marines          | 0                            |                        |    |                |              |              |  |
|  | P2                           | Chiba Lotte Marines          | 0                            |                        | C1 | Yomiuri Giants | 0            |              |  |
|  |                              |                              |                              |                        | C1 | Yomiuri Giants | 0            |              |  |
|  |                              |                              | P1                           | Fukuoka SoftBank Hawks | 4  |                |              |              |  |

## Campioni
| Japan Series 2020 Fukuoka SoftBank Hawks undicesimo titolo |

## Premi
- Miglior giocatore della stagione

|    | Giocatore       | Squadra                |
| -- | --------------- | ---------------------- |
| CL | Tomoyuki Sugano | Yomiuri Giants         |
| PL | Yuki Yanagita   | Fukuoka SoftBank Hawks |

- Rookie dell'anno

|    | Giocatore        | Squadra             |
| -- | ---------------- | ------------------- |
| CL | Masato Morishita | Hiroshima Toyo Carp |
| PL | Kaima Taira      | Saitama Seibu Lions |

- Miglior giocatore delle Japan Series

| Giocatore      | Squadra                |
| -------------- | ---------------------- |
| Ryoya Kurihara | Fukuoka SoftBank Hawks |